# George Rung
George Joseph Rung (Cleveland, 27 maggio 1916 – Parma, 29 settembre 1996) è stato un cestista e allenatore di pallacanestro statunitense, professionista nella NBL.

## Carriera
Giocò per una stagione nella NBL, disputando 13 partite con 1,5 punti di media.